# Johann Ernst Basilius Wiedeburg

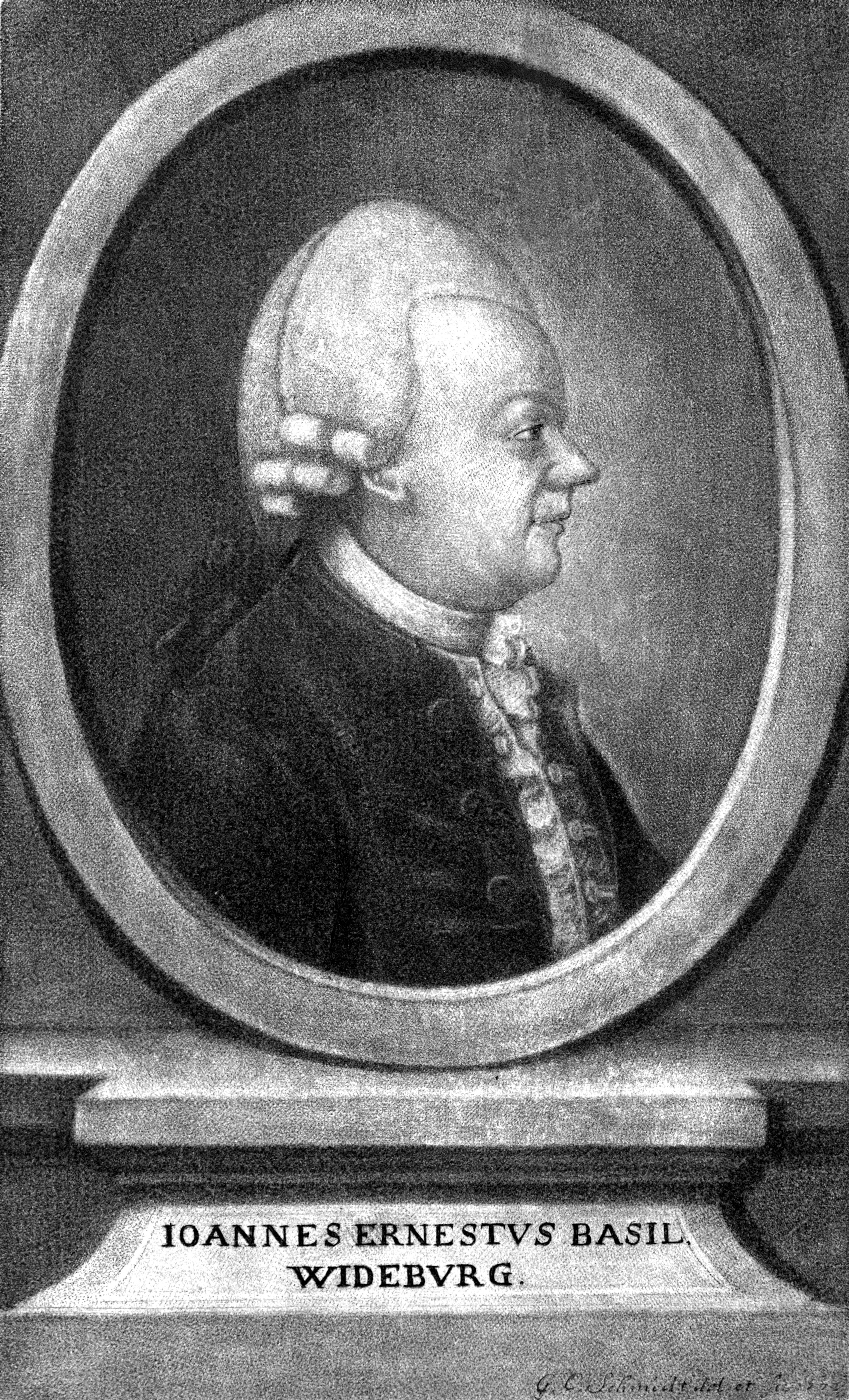
Johann Ernst Basilius Wiedeburg

Johann Ernst Basilius Wiedeburg (* 24. Juni 1733 in Jena; † 1. Januar 1789 ebenda) war ein deutscher Kammerrat, Physiker, Astronom und ab 1760 Professor der Mathematik in Erlangen und Jena.

## Leben
Johann Ernst Basilius war der Sohn des Jenaer Mathematikprofessors Johann Bernhard Wiedeburg. Er studierte an der Universität Jena und ab 1753 an der Universität Erlangen. In Erlangen erwarb er sich 1753 den akademischen Grad eines Magisters der Philosophie. 1754 wurde auf seine Anregung in Erlangen ein Zweig der Deutschen Gesellschaft gegründet, der sich später zum „Institut der Moral und der schönen Wissenschaften“ erweiterte, einer literarischen Gesellschaft, der bis Ende des 18. Jahrhunderts zahlreiche Studenten und Professoren der Universität angehörten. Wiedeburg war der erste „Älteste“ der „Deutschen Gesellschaft“ in Erlangen. 1756 wurde er Universitätsbibliothekar, 1757 außerordentlicher Professor an der philosophischen Fakultät und 1759 ordentlicher Professor der Philosophie der Erlangener Hochschule. 
1760 übernahm er eine außerordentliche Professur der Mathematik an der Jenaer Salana, war 1761 ordentlicher substituierter Professor der Mathematik und folgte nach dem Tod seines Vaters zum ordentlichen Professor der Mathematik an der Jenaer Universität. 1770 erhielt er den Titel eines Kammerrats von Sachsen-Weimar-Eisenach. Wiedeburg beschäftigte sich in der Astronomie vorwiegend mit Sternbildern, dem Phänomen der Polarlichter sowie den Sonnenflecken. 1784 wurde für Wiedeburg ein Observatorium im Fuchsturm in Jena eingerichtet. Wiedeburg beteiligte sich auch an den organisatorischen Aufgaben der Salana. So war er einige Male Dekan der philosophischen Fakultät und in den Sommersemestern 1766, 1774, 1783 Rektor der Alma Mater. 

## Werke (Auswahl)
- Dissertatio inavguralis de microscopio solari et praesertim nova aliqva. Erlangen 1755 (Resp. Leurentius Johannes Jacob Lange, Online)
- Dissertatio Philosophico Astronomica De Motu Terrae Et Phaenomenis Inde Oriundis. Erlangen 1756 (Resp. Johann Gerhard Theodor Scheler, Online)
- Dissertatio Astronomica secunda de motibus Lunae et Phaenomenis inde oriundis. Erlangen 1757 (Resp. Georg Friedrich Seiler, Online)
- Dissertatio Astronomica Tertia continens partem alteram dissertationis de Motibus Lunae et Phaenomensis inde oriundis. Erlangen 1757, (Resp. Daniel Cornides, Online)
- Elementa arithmeticae speciosae. Erlangen 1757 (Resp. Peter Posselt, Online)
- Dissertatio astronomica tertia continens partem alteram dissertationis de Motibus Lunae et Phaenomensis inde oriundis. Erlangen 1757 (Resp. Daniel Cornides, Online)
- Rede an dem hohen Vermählungsfeste des Hochfürst. Sachsen Hildburghausischen und Sachsen Weimarischen Durchlauchtigsten Brautpaars in der teutschen Gesellschaft zu Erlangen gehalten. Erlangen 1758 (Online)
- Propositiones aliquot, artem oratoriam spectantes. Erlangen 1758 (Resp. Friedrich Laurentius Haspel, Online)
- Beschreibung eines verbesserten Sonnen-Microscops. Nürnberg 1758 (Online)
- De caussis diluvii physicis. Erlangen 1759 (Online)
- Transitvm Veneris Per Solem Rarissimvm Coeli Spectacvlvm Semel Hactenvs Ab O. C. visum quod Anno proximo MDCCLXI. d. VI Juniii boris matutinis denuo sui copiam faciet. Jena 1759 (Online)
- Sex dies, intra qvos opvs creationis absolvtum, qvales fverint? Erlangen 1759 (Resp. Johann Georg Heinrich Feder, Online)
- De caussis diluvii physicis Disserit. Erlangen 1759 (Online)
- Kurzgefasste Mathematik für die, so sich auf die Rechtsgelahrtheit, Cameralwissenschaft und Oeconomie legen. Jena 1761, (Online)
- Ob eine so grose Verbesserung der Fern-Röhren zu hoffen sey, daß man dadurch Einwohner in den Planeten, wenn es dergleichen gäbe, deutlich genug erkennen könne? Jena 1762 (Online)
- Columba Noachica Typus Spiritus Sancti Ad Sacra Pentecostes Pie Celebranda. Jena 1766 (Online)
- Columba Noachica Typus Spiritus Sancti Ad Sacra Pentecostes Pie Celebranda in Academia Jenensi, proposita Commentatio sexta. Jena 1768 (Online)
- Beobachtungen und Muthmasungen über die Nordlichter, Jena, 1770
- Von den Sternbildern und den Hülfsmitteln sie kennen zu lernen. Jena 1770
- Einleitung in die Physisch-Mathematische Kosmologie, sie enthält einen Auszug aus der allgemeinen Naturlehre, die gemeinnützige Sternkunde und Erdbeschreibung. Gotha 1776 (Online)
- Neue Muthmasungen über die SonnenFlecken Kometen und die erste Geschichte der Erde. Gotha 1776 (Online)
- Natur- und Grösen-Lehre in ihrer Anwendung, zur Rechtfertigung der heiligen Schrift, gegen angeblich in diesen Wissenschaften gegründete Zweifel. Nürnberg 1782 (Online)
- Kurze Nachricht Von dem uralten sogenannten Fuchs-Thurn bey Jena und dendaselbst 1784 getroffenen Einrichtungen. Jena 1784 (Online)
- Über die Erdbeben und den allgemeinen Nebel von 1783. Jena, 1784
- Nähere Policey-Vorschläge zu vorläufigen Anstalten und Rettungs-Mitteln zu befürchtenden Erdbeben. Jena 1784 (Online)
- Beschreibung der Stadt Jena nach ihrer Topographisch- Politisch- und Akademischen Verfassung. Jena 1785 (Online)
- Mathematik für Aerzte. Jena 1792 (Online)
- Topographische Beschreibung der Stadt Jena nebst ihrer politischen und akademischen Verfassung. Weimar 1795 (Online)